# ANYway
Singles de Duck Sauce
Barbra Streisand
(2010)
aNYway est une chanson du duo de DJs de musique house Duck Sauce sortie le 25 octobre 2009 sous format numérique. Le single se classe à la 22e place du classement britannique UK Singles Chart, numéro un du UK Dance Chart et numéro un du UK Indie Chart. Le clip vidéo sort le 9 octobre 2009.

## Liste des pistes
| 1. | aNYway (Radio Edit) | 2:35 |
| 2. | aNYway (Club Mix)   | 5:25 |

## Classement par pays
| Classement (2009-2010)                 | Meilleure position |
| -------------------------------------- | ------------------ |
| Belgique (Flandre Ultratop 50 Singles) | 26                 |
| France (SNEP)                          | 38                 |
| France (Club 40)                       | 28                 |
| Pays-Bas (Single Top 100)              | 49                 |
| Royaume-Uni (UK Dance Chart)           | 1                  |
| Royaume-Uni (UK Indie Chart)           | 1                  |
| Royaume-Uni (UK Singles Chart)         | 22                 |

## Historique de sortie
| Pays        | Date            | Format                   | Label        |
| ----------- | --------------- | ------------------------ | ------------ |
| Royaume-Uni | 25 octobre 2009 | Téléchargement numérique | Data Records |